# ننگیالی طرزی
ننگیالی طرزی (پشتو: ننګیالی طرزی؛ زادهٔ ۲۷ دسامبر ۱۹۴۹) دیپلمات اهل افغانستان است.
او به زبان‌های فارسی، پشتو، فرانسوی و انگلیسی مسلط بوده و از زبان عربی هم اطلاعات کمی دارد.